# Wijzen (gebaar)

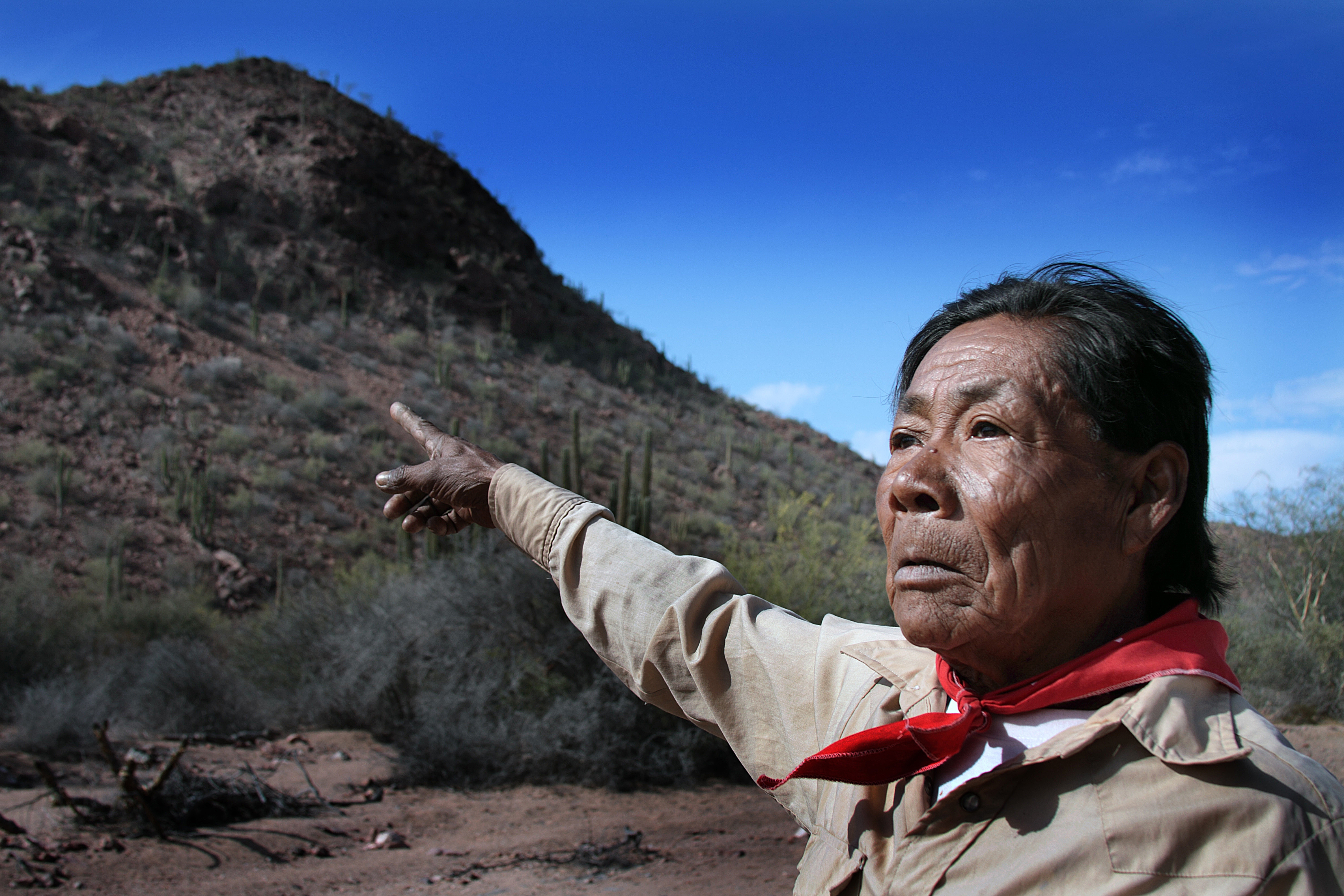
Een Mexicaanse Seri-sjamaan wijst naar de grotten van de berg.

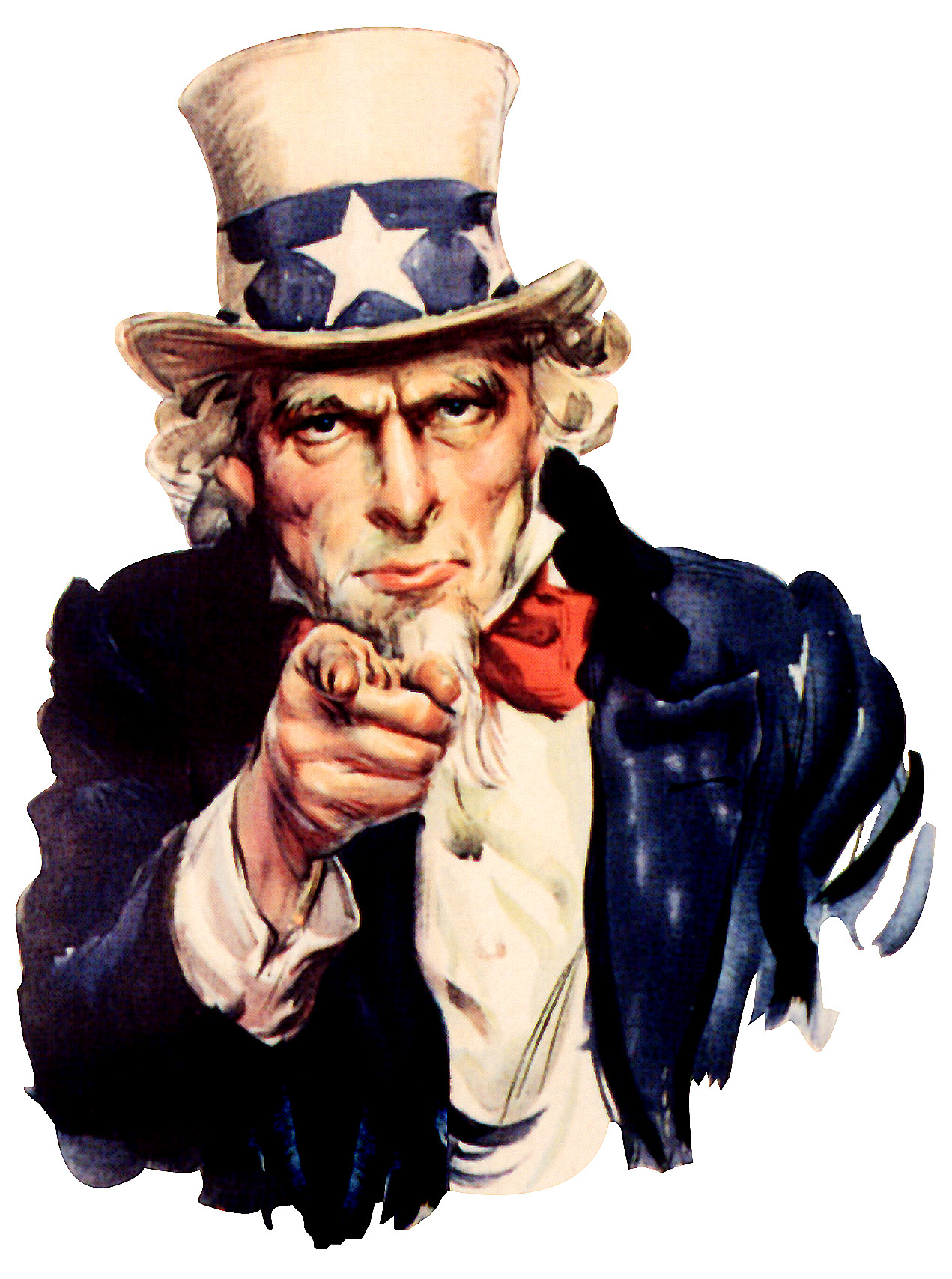
Wijzende Uncle Sam.

Wijzen is een gebaar met de wijsvinger, de hand of de hele arm om de aandacht op iets of iemand te vestigen. Het gebruik van de wijsvinger is uniek voor mensen, maar handgebaren om de aandacht op iets te vestigen komt ook bij andere primaten voor.
Soms ervaart men naar iemand wijzen als onbeleefd of beledigend. Zo kan wijzen gebruikt worden om iemand te beschuldigen.
Wanneer iemand naar je wijst, kan dat ook betekenen dat hij of zij een beroep op je wil doen. Het gebaar werd op die manier gebruikt in de beroemde rekruteringsoproep van het Amerikaanse leger met daarop een wijzende Uncle Sam alsook voor de Britse poster met Lord Kitchener erop, die als inspiratie diende.
Sprekers kunnen tijdens een redevoering of een geladen gesprek hun wijsvinger ook gebruiken om vastberadenheid of doelgerichtheid uit te stralen.